# 2007 en football américain
| Années du football américain : 2004 - 2005 - 2006 - 2007 - 2008 - 2009 - 2010    |
| Décennies du football américain : 1970 - 1980 - 1990 - 2000 - 2010 - 2020 - 2030 |

Les faits marquants de l'année 2007 en football américain

## Janvier
- 1er janvier : Le cornerback des Broncos de Denver Darrent Williams est tué par balle au lendemain de l'élimination de son équipe qui jouait contre les 49ers de San Francisco. Deux autres personnes accompagnant Darrent Williams, un homme et une femme, ont été blessées.
- 3 janvier : Au Japon, en finale du Rice Bowl, Onward Skylarks s'impose 30-29 face à Hosei University Tomahawks. C'est la troisième victoire consécutive pour les clubs de la X-League face aux champions universitaires.
- 6 janvier : À Aix-en-Provence, la France s'impose 25-6 face à la Finlande et empoche son billet pour participer à la phase finale de la Coupe du monde en juillet prochain au Japon.
- 8 janvier : Les Florida Gators remportent le titre NCAA en s'imposant 41-14 face aux Ohio State Buckeyes lors du BCS National Championship.
- 28 janvier : La Corée du Sud s'impose 22-12 face à l'Australie se qualifie pour la phase finale de la Coupe du monde en juillet prochain au Japon. La Corée du Sud est le sixième et dernier qualifié après le Japon (organisateur), les États-Unis (invités), la Suède (championne d'Europe) et l'Allemagne et la France, qualifiées après des phases préliminaires.

## Février
- 4 février : Au Super Bowl XLI, quarante-et-unième finale annuelle de la ligue nationale de football américain, déterminant le vainqueur de la saison 2006, disputée au Dolphin Stadium de Miami (Floride), les Colts d'Indianapolis, vainqueurs de la American Football Conference, battent — sous la houlette de leur quarterback Peyton Manning, sacré MVP de la rencontre — les Bears de Chicago, vainqueurs de la National Football Conference, sur le score de 29-17.
- 4 février : début de la Saison 2007 du casque de diamant (championnat de France)

## Mai
- 20 mai : Finale du Championnat d'Espagne : Firebats de Valence 47-21 Dracs de Badalona

## Juin
- 16 juin : Finale du Casque de diamant 2007 (championnat de France élite) : Flash de La Courneuve 21-6 Black Panthers de Thonon
- 23 juin : Finale du World Bowl. Hambourg Sea Devils 37-28 Francfort Galaxy
- 29 juin : la NFL Europe annonce sa cessation d'activités.

## Juillet
- 1er juillet : finale de l'Eurobowl : les Autrichiens des Vikings de Vienne remportent l'Eurobowl 2007 en s'imposant en finale face aux Allemands des Marburg Mercenaries.
- 10 juillet : Le linebacker français Philippe Gardent signe chez les Carolina Panthers (NFL).
- 14 juillet : en finale du Championnat d'Autriche, les Vikings de Vienne s'imposent 21-14 sur les Giants de Graz.
- 14 juillet : en finale du Championnat d'Italie, les Lions de Bergame s'imposent 55-49 face aux Panthers de Parme.
- 15 juillet : en finale de la Coupe du monde de football américain 2007 au Japon, les États-Unis s'imposent 23-20 face au Japon.

## Rendez-vous
- 29 juillet : Finale du Championnat d'Irlande
- fin août : Début du Championnat NCAA 2007
- 6 septembre : Début de la saison NFL 2007
- 8 septembre : Finale du Championnat de Finlande
- 16 septembre : Finale du Championnat de Suède
- 23 septembre : Finale du Championnat du Royaume-Uni
- 28 octobre : première édition de la série internationale de la NFL
- octobre : Finale du Championnat d'Allemagne
- décembre : Finale du Championnat du Japon (X League)

## Décès
- 1er janv. : Darrent Williams, joueur américain, 24 ans
- 7 févr. : Tommy James, joueur américain, 83 ans
- 11 févr. : Jim Ricca, joueur américain, 79 ans
- 24 févr. : Lamar Lundy, joueur américain, 71 ans
- 24 févr. : Damien Nash, joueur américain, 24 ans
- 24 févr. : George Preas, joueur américain, 73 ans
- 10 mars : Ernie Ladd, joueur américain
- 3 avr. : Eddie Robinson, joueur américain
- 6 avr. : Darryl Stingley, joueur américain
- 27 avr. : Bill Forester, joueur américain
- 28 avr. : Johnny Perkins, joueur américain
- 3 mai : Alex Agase, joueur américain
- 27 mai : Marquise Hill, joueur américain
- 19 juin : Terry Hoeppner, entraîneur américain